# 에스트레뉴 타워
에스트레뉴 타워(영어: S-Trenue Tower)는 대한민국 서울특별시 영등포구 여의도동에 위치한 초고층 건물이다. 2006년 7월 11일에 건축 허가를 받고 같은 해 8월 29일 분양신고 이후 118실 분양하였다. 이후 착공에 들어가 비틀어져 있는 특이한 모양으로 건설되었고 2009년 에스트레뉴 타워 완공 후 개장하였다.
여의도 에스트레뉴의 높이는 첨탑높이 154m, 지붕높이 151m, 최상층높이 147m이다. 여의도에서 가장 높은 오피스텔이 맞다.

## 내부 시설
지상에는 오피스텔과 근린생활시설이 있으며 지하에는 주차장이 존재한다.
| 층수                | 시설         |
| ------------------- | ------------ |
| 5층 ~ 36층          | 오피스텔     |
| 지하 1층 ~ 지상 4층 | 근린생활시설 |
| 지하 7층 ~ 지하 2층 | 지하주차장   |

## 대중문화
- 2011년 - 영화 푸른소금에서 주인공(송강호)이 머물며 로맨스와 액션 등 영화의 중요한 이야기가 진행되는 곳으로 나온다.
- 2016년 - 불야성 타이틀에 나온다.
- 2017년 - 콜로설에 나온다.
- 2017년 - GMA 일일연속극 한국인 자기야에 나온다.
- 2017년 - 검은비: 악의연대기에 풍천그룹 사옥이 나온다.
- 2018년 - 독전에 나온다.
- 2019년 - 국민 여러분!에 나온다.

## 같이 보기
- 여의도
- 서울특별시의 마천루 목록